# Bernhard Flachs
Bernhard Flachs (2 de abril de 1915 - 8 de dezembro de 1944) foi um oficial alemão que serviu no Deutsches Heer durante a Segunda Guerra Mundial. Foi condecorado com a Cruz de Cavaleiro da Cruz de Ferro com Folhas de Carvalho.

## Condecorações
| Cruz de Ferro (1939) 2ª Classe                                   | 5 de outubro de 1939  |
| Cruz de Ferro (1939) 1ª Classe                                   | 31 de maio de 1940    |
| Distintivo Geral de Assalto                                      | 23 de janeiro de 1942 |
| Distintivo de Feridos em Preto                                   |                       |
| Distintivo de Feridos em Prata                                   |                       |
| Distintivo de Combate Fechado em Bronze                          |                       |
| Medalha da Frente Oriental                                       | 16 de agosto de 1942  |
| Cruz Germânica em Ouro                                           | 24 de maio de 1942    |
| Cruz de Cavaleiro da Cruz de Ferro                               | 30 de outubro de 1942 |
| Cruz de Cavaleiro da Cruz de Ferro com Folhas de Carvalho nº 381 | 31 de janeiro de 1944 |